# Melitta udmurtica
Melitta udmurtica là một loài ong trong họ Melittidae. Loài này được Sitdikov miêu tả khoa học đầu tiên năm 1986.